# Nentres
Nentres, sovrano di Garlot, è meglio conosciuto come marito della principessa Elaine di Tintagel, sorellastra di re Artù. I due
allevarono la sorella minore della moglie, Morgana la Fata, e poi i loro figli, Galeschin e Elaine la Giovane. Nentres fu tra i sovrani che misero in discussione il diritto a regnare di Artù, ribellandosi contro di lui quando salì sul trono. Combatté valorosamente nella battaglia di Bedegraine.
Quando i re ribelli dovettero rinviare la loro rivolta per opporsi agli attacchi dei sassoni, Nentres ebbe il comando della città di Wyndesan (forse Windsor). La moglie Elaine fu rapita dai sassoni e fu poi liberata da sir Gawain. Alla fine Nentres fece pace con Artù. Aiutò a sconfiggere i loro nemici nella battaglia di Clarence e seguì il cognato nelle sue campagne militari in Europa. Divenne anche un cavaliere della Tavola rotonda.
Il nome di Nentres potrebbe essere un'estrema corruzione di Emyr Llydaw (cioè imperatore di Bretagna), titolo comunemente utilizzato per re Budic II di Bretagna, con cui Nentres è spesso identificato. Il suo regno, Garlot, si trovava probabilmente tra Caer-Lot (fortezza di Lot) ed è realmente il territorio del cognato della regina Elaine, re Lot di Orkney.